# Sintaxe e semântica de Python
A sintaxe da linguagem de programação Python é o conjunto de regras que definem como um programa em Python será escrito e interpretado (tanto pelo sistema de tempo de execução como pelo ser humano). Python foi concebido para ser uma linguagem altamente legível. Ela possui um layout visual relativamente organizado e usa palavras em Inglês com freqüência, quando outras linguagens usam pontuação. Python objetiva a simplicidade e generalidade na concepção da sua sintaxe, encapsulados no mantra "Deve haver um - e preferencialmente só um - modo óbvio de fazer isso", do "The Zen of Python". Observe que este mantra é deliberadamente oposto ao mantra do Perl de "há mais de uma maneira de fazê-lo".

## Palavras-chave
O Python tem as seguintes palavras-chave ou palavras reservadas; eles não podem ser usados como identificadores.
- and
- as
- assert
- break
- class
- continue
- def
- del
- elif
- else
- except
- exec[note 1]
- False[note 2]
- finally
- for
- from
- global
- if
- import
- in
- is
- lambda
- None
- nonlocal[note 2]
- not
- or
- pass
- print[note 1]
- raise
- return
- True[note 2]
- try
- while
- with
- yield

No Python 3.5 ela vem com as seguintes palavras adicionais: async and await.

## Programação funcional
Como mencionado acima, outra força do Python é a disponibilidade do estilo de programação funcional. Como pode ser esperado, isto torna o trabalho com listas e outras coleções muito mais sério.

### Geradores
Introduzido no Python 2.2 como uma funcionalidade opcional e finalizada na versão 2.3, os geradores são mecanismos do Python para avaliação preguiçosa de uma função que diferentemente retornaria uma lista proibitiva de espaço ou computacionalmente intensiva.
Este é um exemplo para gerar preguiçosamente números primos:
```
from
 
itertools
 
import
 
count

def
 
gera_primos
(
parar_em
=
0
):

    
primos
 
=
 
[]

    
for
 
n
 
in
 
count
(
2
):

        
if
 
0
 
<
 
parar_em
 
<
 
n
:

            
return
 
# lança a exceção StopIteration

        
composto
 
=
 
False

        
for
 
p
 
in
 
primos
:

            
if
 
not
 
n
 
%
 
p
:

                
composto
 
=
 
True

                
break

            
elif
 
p
 
**
 
2
 
>
 
n
:
 
                
break

        
if
 
not
 
composto
:

            
primos
.
append
(
n
)

            
yield
 
n

```

### Expressões geradoras
Introduzidas no Python 2.4, expressões geradoras são a avaliação preguiçosa (lazy) equivalentes de compreensões de listas. Usando o gerador de número primo fornecido na seção acima, podemos definir uma coleção preguiçosa, mas não completamente infinita.
```
from
 
itertools
 
import
 
islice

primos_sob_milhao
 
=
 
(
i
 
for
 
i
 
in
 
gera_primos
()
 
if
 
i
 
<
 
1000000
)

doir_milesimo_primo
 
=
 
islice
(
primos_sob_milhao
,
 
1999
,
 
2000
)
.
next
()

```

## Decoradores
Um decorator, ou decorador, é um objeto Python que pode ser chamado com um argumento simples, e que altera as funções ou métodos. Decoradores do Python foram inspirados em parte por anotações de Java e têm uma sintaxe similar. A sintaxe do decorador é um açúcar sintático puro, que usa o @ como a palavra-chave:
```
@viking_chorus

def
 
item_menu
():

    
print
 
"spam"

```

é equivalente a
```
def
 
item_menu
():

    
print
 
"spam"

item_menu
 
=
 
viking_chorus
(
item_menu
)

```

Decoradores são uma forma de metaprogramação, pois eles aumentam a ação da função ou método que eles decoram. Por exemplo, no exemplo acima, viking_chorus pode fazer menu_item ser executado 8 vezes para cada vez que é chamado:
```
def
 
viking_chorus
(
minhafunc
):

    
def
 
func_interna
(
*
args
,
 
**
kwargs
):

        
for
 
i
 
in
 
range
(
8
):

            
minhafunc
(
*
args
,
 
**
kwargs
)

    
return
 
func_interna

```

Usos canônicos de decoradores de funções são para a criação de métodos de classe ou métodos estáticos, adição de atributos de função, detecção, configuração de pré e pós-condições e sincronização, mas pode ser usado para muito mais além, incluindo eliminação de recursão de cauda, memoização e até mesmo para melhorar a escrita dos decoradores.
Decoradores podem ser encadeados colocando-os em linhas adjacentes:
```
@invincible

@favorite_color
(
"Azul"
)

def
 
cavaleiro_branco
():

    
pass

```

é equivalente a
```
def
 
cavaleiro_branco
():

    
pass

cavaleiro_branco
 
=
 
invincible
(
favorite_color
(
"Azul"
)(
cavaleiro_branco
))

```

ou, usando variáveis intermediárias
```
def
 
cavaleiro_branco
():

    
pass

blue_decorator
 
=
 
favorite_color
(
"Azul"
)

decorated_by_blue
 
=
 
blue_decorator
(
cavaleiro_branco
)

cavaleiro_branco
 
=
 
invincible
(
decorated_by_blue
)

```

No exemplo acima, o decorador favorite_color tem um argumento. Os decoradores de funções que fazem isso devem retornar ainda uma outra função que recebe um argumento, a função a ser decorada:
```
def
 
favorite_color
(
color
):

    
def
 
yet_another_decorator
(
func
):

        
def
 
wrapper
():

            
print
 
color

            
func
()

        
return
 
wrapper

    
return
 
yet_another_decorator

```

Isto iria então decorar a função cavaleiro_branco de tal forma que a cor "Azul " seria impressa antes da execução da função cavaleiro_branco.
Em versões do Python anteriores à versão 2.6, os decoradores se aplicavam às funções e métodos, mas não às classes. No entanto, decorar um método (falso) __new__ pode modificar uma classe. Decoradores de classe são suportados a partir do Python 2.6.
Apesar do nome, decoradores Python não são uma implementação do padrão de decorador. O padrão de decorador é um padrão de projeto usado em linguagens de programação orientada a objetos de tipagem estática, para permitir que a funcionalidade seja adicionada a objetos em tempo de execução. Os decoradores Python adicionam funcionalidade para funções e métodos em tempo de definição e, portanto, são um nível mais alto do que construir classes do padrão decorador. O padrão decorador em si é trivialmente implementável em Python, devido a linguagem ser duck typed, e por isso geralmente não ser considerada como tal.
Ver tambémAdvice em Lisp.